# Baloncesto 3×3 en los Juegos Olímpicos
El baloncesto 3×3 es uno de los deportes disputados en los Juegos Olímpicos de Verano. Se disputa desde Tokio 2020.

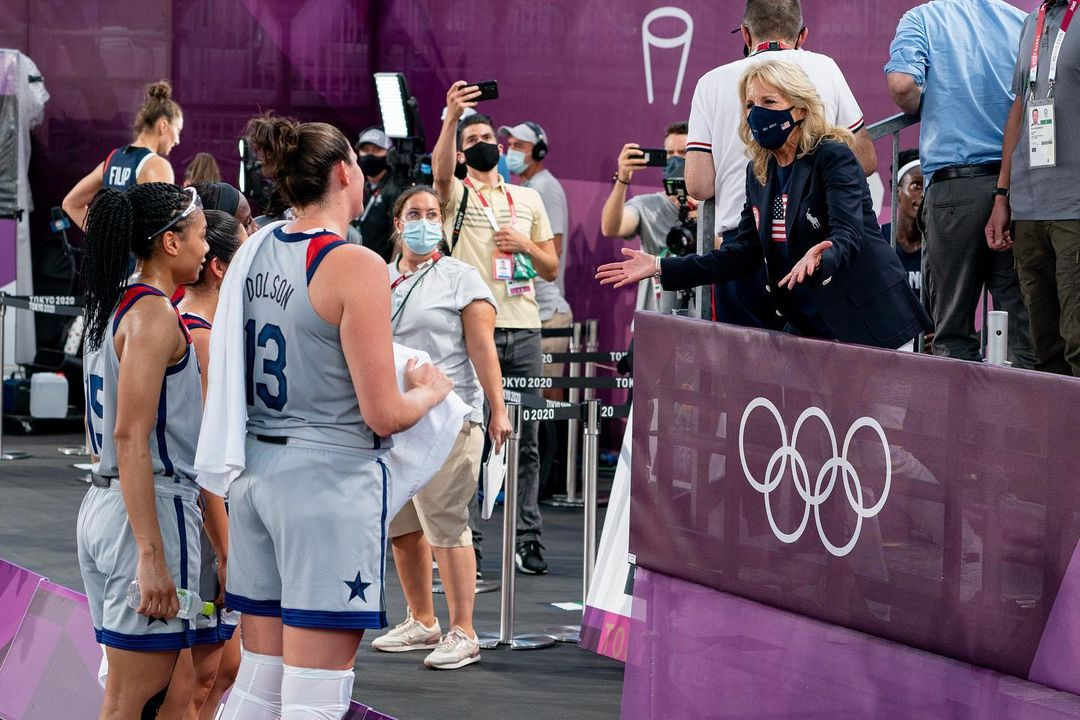
El equipo estadounidense tras una victoria en los Juegos Olímpicos de Tokio 2020.

## Historial

### Torneo masculino
| Juegos     | Oro          | Plata   | Bronce   |
| ---------- | ------------ | ------- | -------- |
| Tokio 2020 | Letonia      | ROC     | Serbia   |
| París 2024 | Países Bajos | Francia | Lituania |

### Torneo femenino
| Juegos     | Oro            | Plata  | Bronce         |
| ---------- | -------------- | ------ | -------------- |
| Tokio 2020 | Estados Unidos | ROC    | China          |
| París 2024 | Alemania       | España | Estados Unidos |